# Andrea Parkins
Andrea Parkins (Pittsburgh) is een Amerikaanse muzikante (accordeon, piano, toetsen).

## Biografie
Parkins studeerde beeldende kunsten aan de Rutgers University bij Martha Rosler en filmwetenschappen in Boston bij Phil Solomon en Ricky Leacock. Als muzikante werkte de nicht van Zeena Parkins tijdens de jaren 1990 in een trio met de saxofonist Briggan Krauss en de drummer Kenny Wollesen. Het ensemble speelde twee albums in voor Knitting Factory. Vanaf begin jaren 2000 speelde ze in het trio van Ellery Eskelin met Jim Black, dat meerdere albums opnam voor de labels Hatology en Songlines. Ze werkte bovendien met Joe Morris, in een trio met Nels Cline en Tom Rainey (Ash and Tabula, 2004), verder met Miya Masaoka, Otomo Yoshihide, David Watson, Ches Smiths These Arches, in het Satoko Fujii Min-Yoh ensemble en eind jaren 2000 in een trio met John Edwards en Tony Marsh.
Ze presenteerde haar werken in het New Yorkse Whitney Museum of American Art (Bitstreams), The Kitchen (New Sound/New York) en in het Roulette en ook op het eerste International Sound Art Festival in Mexico-Stad, het festival Unsound in Polen, NEXT in Bratislava en in 2010 in het Künstlerhaus in Hamburg. In 2008 kreeg ze de New Technology-studiebeurs van het New York State Council on the Arts om haar installatie Ob-jest, the Jettisoned Object te ontwikkelen, dat is gebaseerd op een tekst van Julia Kristeva.

## Discografie
- 1996: Cast Iron Fact (Knitting Factory Works)
- 1996: Ellery Eskelin/Andrea Parkins/Jim Black – One Great Day... (HatHut Records)
- 1998: Slippage (Knitting Factory Works) met Briggan Krauss, Kenny Wollesen
- 2007: Nels Cline, Andrea Parkins, Tom Rainey – Downpour (Les Disques Victo)
- 2008: Cities and Eyes: The Skein (Henceford) met Jessica Constable
- 2009: Faulty (Broken Orbit) (Important)

- Gemeinsame Normdatei: 1068897368
- International Standard Name Identifier: 0000 0000 4556 5890
- Library of Congress Control Number: no2003004014
- MusicBrainz: 9623fa9e-0b06-42d5-9200-0cbd0e9d01fa
- Istituto Centrale per il Catalogo Unico: MODV659693
- Système universitaire de documentation: 080784992
- Virtual International Authority File: 14450298
- WorldCat: E39PBJhhp8FJ47vtdgGK4xVKVC